# Mélanie Sandoz
Mélanie Sandoz (Vesoul, 6 de febrero de 1987) es una deportista francesa que compitió en escalada, especialista en la prueba de bloques.
Ganó una medalla de oro en el Campeonato Mundial de Escalada de 2012 y una medalla de bronce en el Campeonato Europeo de Escalada de 2013.

## Palmarés internacional
| Campeonato Mundial | Campeonato Mundial       | Campeonato Mundial | Campeonato Mundial |
| Año                | Lugar                    | Medalla            | Prueba             |
| ------------------ | ------------------------ | ------------------ | ------------------ |
| 2012               | París (Francia)          | Medalla de oro     | Bloques            |
| Campeonato Europeo |                          |                    |                    |
| Año                | Lugar                    | Medalla            | Prueba             |
| 2013               | Eindhoven (Países Bajos) | Medalla de bronce  | Bloques            |